# Prapashtica
Prapshtica (albanisch auch Prapashticë, serbisch Пропаштица Propaštica) ist ein Dorf in der kosovarischen Gemeinde Pristina.

## Geographie
Prapshtica liegt 26 Kilometer nordöstlich von Pristina; vier Kilometer östlich von Keçekolla. Das Dorf befindet sich mitten im Wald. Der Berg Suka liegt unterhalb des Dorfes. Zur Grenze zu Serbien sind es fünfzehn Kilometer.

## Geschichte
Als im Zweiten Weltkrieg ein Teil des Kosovo zu Albanien in der italienischen Besetzung Albaniens gehörte, war eine serbische Säuberungsaktion um Prapashtica geplant.

## Bevölkerung

### Ethnien
Bei der Volkszählung 2011 wurden für Prapshtica 240 Einwohner erfasst. Davon bezeichneten sich alle als Albaner (100 %).
| Volkszählung | 1948 | 1953 | 1961 | 1971 | 1981 | 1991 | 2011 |
| ------------ | ---- | ---- | ---- | ---- | ---- | ---- | ---- |
| Einwohner    | 901  | 1030 | 1078 | 1004 | 941  | 1040 | 240  |

### Religion
2011 bekannten sich von den 240 Einwohnern alle zum Islam.